# Gap (Francja)
Gap to miasto i gmina we Francji, w regionie Prowansja-Alpy-Lazurowe Wybrzeże, w departamencie Alpy Wysokie.

## Demografia
Według danych na rok 1999 gminę zamieszkiwały 36 262 osoby, a gęstość zaludnienia wynosiła 328 osoby/km². W styczniu 2015 r. Gap zamieszkiwało 42 641 osób, przy gęstości zaludnienia wynoszącej 386,1 osób/km².

## Położenie
Miasto jest prefekturą departamentu Alpy Wysokie i siedzibą 6 kantonów (Campagne, Centre, Nord-Est, Nord-Ouest, Sud-Est i Sud-Ouest). Przez Gap, położone na wysokości 750 m n.p.m., przepływa rzeka Luye (dł. 22,6 km), będąca dopływem Durance.

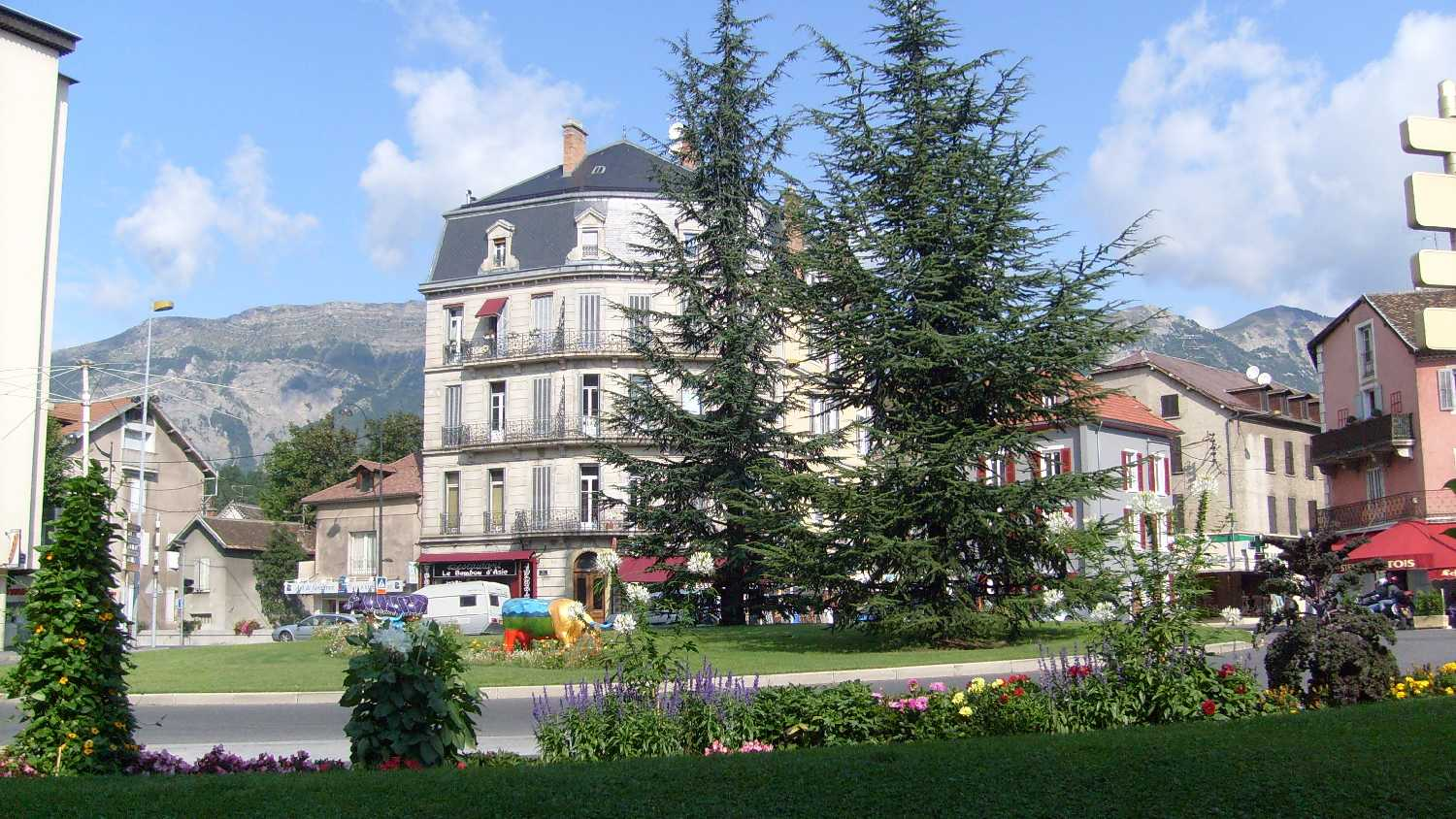
Miasto Gap

## Transport
Gap jest ważnym węzłem drogowym. Przez miasto biegnie z południa (z Sisteron) na północ (przez przełęcz Col Bayard do Grenoble) droga narodowa nr 85 (fr. N 85), znana jako Droga Napoleona (fr. Route Napoléon). W roku 1815 Napoleon Bonaparte wracał nią z Elby na swoje sto dni.

## Sport
- Rapaces de Gap – klub hokeja na lodzie

Gap często gości kolarzy na trasie Tour de France (TdF) oraz Critérium du Dauphiné. Pierwszy raz w TdF można było usłyszeć o Gap w roku 1931, gdzie wyznaczono metę 15. etapu liczącego 233 km. Ostatni raz kolarze finiszowali tu w roku 2013, podczas 16. etapu (168 km), na którym triumfował Portugalczyk Rui Costa.

## Atrakcje turystyczne
- mauzoleum François de Bonne
- katedra Notre-Dame-et-Saint-Arnoux wybudowana w latach 1866–1904
- Conservatoire botanique national alpin de Gap-Charance (ogród botaniczny)
- park la Pépinière